# Hrvaška–Slovenija (kolesarska dirka)
Hrvaška - Slovenija (angleško Croatia - Slovenia hrvaško Hrvatska - Slovenija) je enodnevna mednarodna cestno kolesarska dirka. Prvič organizirana 2008 pod imenom Ljubljana-Zagreb, od 2013 znana kot Hrvaška-Slovenija s štartom v Zagrebu in ciljem v Novem mestu. Dirka je uvrščena na koledar UCI Europe Tour, kot klasa 1.2, in avstrijski pokal Tchibo Top Rad Liga. Tekmo pripravita KK Adria Mobil in BK Zagreb.

## Zmagovalci
| Leto | Kolesar                                             | Ekipa                                               |                                                     |
| ---- | --------------------------------------------------- | --------------------------------------------------- | --------------------------------------------------- |
| 2008 | Robert Vrečer (SLO)                                 | Radenska–KD Financial Point                         |                                                     |
| 2009 | Robert Vrečer (SLO)                                 | Adria Mobil                                         |                                                     |
| 2010 | Matej Mugerli (SLO)                                 | Perutnina Ptuj                                      |                                                     |
| 2011 | Kristjan Fajt (SLO)                                 | Adria Mobil                                         |                                                     |
| 2012 | Marko Kump (SLO)                                    | Adria Mobil                                         |                                                     |
| 2013 | Riccardo Zoidl (AUT)                                | Gourmetfein–Simplon                                 |                                                     |
| 2014 | Primož Roglič (SLO)                                 | Adria Mobil                                         |                                                     |
| 2015 | Marko Kump (SLO)                                    | Adria Mobil                                         |                                                     |
| 2016 | Jannik Steimle (GER)                                | Team Felbermayr–Simplon Wels                        |                                                     |
| 2017 | Dušan Rajović (SER)                                 | Adria Mobil                                         |                                                     |
| 2018 | Dušan Rajović (SER)                                 | Adria Mobil                                         |                                                     |
| 2019 | Marko Kump (SLO)                                    | Adria Mobil                                         |                                                     |
| 2020 | odpoved zaradi Pandemije koronavirusne bolezni 2019 | odpoved zaradi Pandemije koronavirusne bolezni 2019 | odpoved zaradi Pandemije koronavirusne bolezni 2019 |
| 2021 | Žiga Horvat (SLO)                                   | Adria Mobil                                         |                                                     |